# Reteporella millespinae
Reteporella millespinae är en mossdjursart som beskrevs av Ferdinand Canu och Ray Smith Bassler 1929. Reteporella millespinae ingår i släktet Reteporella och familjen Phidoloporidae. Inga underarter finns listade i Catalogue of Life.